# Người Yugur
Người Yugur ( Giản thể: 裕固族,  Phồn thể: 裕固族,  Bính âm: Yùgù Zú,  Hán Việt: Dụ Cố tộc), hay còn gọi theo truyền thống là người Uyghur vàng, là một trong 56 dân tộc được chính thức công nhận tại  Cộng hoà Nhân dân Trung Hoa. 
Người Yugur sinh sống chủ yếu tại Huyện tự trị dân tộc Yugur Túc Nam tại tỉnh Cam Túc. Theo thống kê năm 2000 người Yugur có 13.719 thành viên.
Dân tộc này chủ yếu theo Phật giáo, còn những người Uyghur Tân Cương thì đã cải sang Hồi giáo. Một số học giả như Pál Nyíri và Joana Breidenbach cho rằng văn hóa, ngôn ngữ và tín ngưỡng của người Yugur gần gũi hơn với Liên minh Uyghur thời cổ tại Karakorum, hơn là với văn hóa của người Uyghur ở Tân Cương hiện nay.